# Птица (фильм)
«Пти́ца» (англ. Bird) — кинофильм режиссёра Клинта Иствуда, вышедший на экраны в 1988 году. Лауреат кинопремий «Золотой глобус», «Оскар» и двух призов Каннского кинофестиваля.

## Сюжет
Биографический фильм — дань памяти джазового саксофониста Чарли Паркера по прозвищу Птица. Фильм представляет собой коллаж из отдельных сцен из жизни Паркера. В разных сценах фильма показаны его детство в Канзас-Сити, Миссури, появление в Нью-Йорке в 1940 году, встреча и жизнь с Чен Ричардсон, увлечение наркотиками и преждевременная смерть в возрасте 34 лет. Большая часть фильма посвящена периоду между 1946 и 1955 годами.

## В ролях
- Форест Уитакер — Чарли «Птица» Паркер
- Дайан Венора — Чен Паркер
- Майкл Зелникер — Ред Родни
- Сэмюэл Райт — Диззи Гиллеспи
- Кит Дэвид — Бастер Франклин
- Майкл Магуайер — Брюстер
- Джеймс Хэнди — Эстевес
- Деймон Уитакер — Чарли в молодости
- Morgan Nagler — Ким
- Арлен Дин Снайдер — доктор Хит
- Сэм Робардс — Московиц
- Пенелопа Уиндаст — няня из Беллевью
- Гленн Райт — пациент-алкоголик
- Джордж Оррисон — пациент с шашками
- Билл Коббс — доктор Колфилд
- Тони Тодд — Фрот

## Награды и номинации

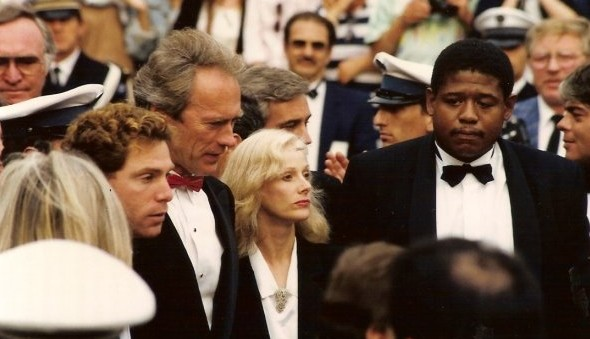
Майкл Зелникер, Клинт Иствуд, Сондра Локк и Форест Уитакер на премьере фильма в Каннах

- 1988 — два приза Каннского кинофестиваля: приз за лучшую мужскую роль (Форест Уитакер) и Технический гран-при «за качество саундтрека»
- 1989 — премия «Оскар» за лучший звук (Лес Фрешольц, Рик Александер, Верн Пур, Уилли Бёртон)
- 1989 — премия «Золотой глобус» за лучшую режиссуру (Клинт Иствуд), а также две номинации: за лучшую мужскую роль в кинодраме (Форест Уитакер) и за лучшую женскую роль второго плана (Дайан Венора)
- 1989 — две номинации на премию BAFTA: за лучшую музыку к фильму (Ленни Нихаус) и за лучший звук (Лес Фрешольц, Уилли Бёртон, Алан Роберт Мюррей, Роберт Хендерсон)
- 1989 — номинация на премию «Сезар» за лучший иностранный фильм (Клинт Иствуд)